# ولقان قوناق
ولقان قوناق (بالتركية: Volkan Konak)‏ (27 فبراير 1967 - 31 مارس 2025) كان مغنيًا شعبيًا تركيًا. بدأت شهرته خلال تسعينيات القرن العشرين، وخاصةً عند إصداره لألبوم "إفوليم" سنة 1993. كما حصل ألبومه "Mora" الذي صدر سنة 2006 على لوحة ذهبية من جمعية منتجي التسجيلات التركية. كما اشتهر بلقب "ابن الشمال".

## حياته
ولد في طربزون شمال تركيا سنة 1967. ودرس في معهد إسطنبول التقني للموسيقى التركية.

## إصداراته
- 1989: «Suların Horon Yeri»
- 1993: «Efulim»
- 1994: «Gelir misin Benimle?»
- 1996: «Volkanik Parçalar»
- 1998: «Pedaliza»
- 2000: «Şimal Rüzgarı»
- 2003: «Maranda»
- 2006: «Mora»
- 2009: «Mimoza»
- 2012: «Lifor»
- 2015: «Manolya»
- 2017: «Klasikler 1»
- 2019: «Dalya»

## وفاته
توفي خلال حفل موسيقي في مدينة إسكله في قبرص التركية، وذلك خلال حفلات عيد الفطر في 31 مارس 2025. وقد اختل توازن قوناق قبل سقوطه بقوة على أرضية المسرح. ورغم محاولات الإنعاش إلا أنه لم يستجيب. وأكدت وزارة الصحة التركية الوفاة، وذكرت أنه نُقل بسرعة إلى المستشفى إلا أنه توفي بعد وقت قصير من دخوله المستشفى.

## الملاحظات
1. ↑  تُلفظ «ڤُلْكَان» أو «ڤولْكَان»، وتُكتب بالأحرف العربيَّة «ولقان». والواو تُلفظ «ڤ» كما بمعظم اللغات الأوروبية في هذه الحالة، فبحسب قواعد العُثمانيَّة المأخوذة عن الفارسيَّة، لو وقعت الواو بين حرفين ساكنين أو في أوَّل الكلمة تُلفظ «ڤ».

## روابط خارجية
- ولقان قوناق على موقع IMDb (الإنجليزية)
- ولقان قوناق على موقع ميوزك برينز (الإنجليزية)
- ولقان قوناق على موقع أول ميوزيك (الإنجليزية)
- ولقان قوناق على موقع ديسكوغز (الإنجليزية)